# Аудиторский риск
Аудиторский риск (ЭБУ 15 1/9) — объективно существующая вероятность невыявления возможных существенных неточностей и отклонений в бухгалтерской отчетности от реальных данных, возникающая в ходе аудиторской проверки.
Аудиторский риск помогает субъективно определить вероятность признания того, что по итогам аудиторской проверки бухгалтерская отчетность может:
- либо может содержать невыявленные существенные искажения после подтверждения её достоверности;
- либо содержит существенные искажения, когда на самом деле таких искажений нет[3].

Аудитору следует использовать своё профессиональное суждение для оценки аудиторского риска и, соответственно, разрабатывать аудиторские процедуры, необходимые для снижения риска до приемлемо низкого уровня. Аудиторский риск базируется на оценке риска неэффективности системы учёта клиента, риска неэффективности системы внутреннего контроля клиента, риска не выявления ошибок клиента. Аудиторский риск является предметом страхования.

## Оценка аудиторского риска
Существуют два основных метода оценки аудиторского риска:
1. оценочный,
2. количественный.

Оценочный (интуитивный) метод, применяется исходя из опыта и знания клиента,  аудиторский риск определяют на основании отчётности  или отдельных групп операций как высокий, вероятный и маловероятный. Такая оценка используется в планировании аудита.
Количественный метод предполагает количественный расчет многочисленных моделей аудиторского риска. Распространённая модель аудиторского риска: Ар = Вр * Кр * Пр , где :
- Ар — аудиторский риск;
- Вр — неотъемлемый риск;
- Кр — контрольный риск (риск средств контроля);
- Пр — риск необнаружения (процедурный риск)[2].

### Неотъемлемый риск
Неотъемлемый риск — подверженность сальдо счёта или класса операций хозяйствующего субъекта искажениям, которые могут быть существенными по отдельности или в совокупности с искажениями других сальдо счетов или классов операций, при условии отсутствия соответствующих средств внутреннего контроля. 
Неотъемлемый риск - это риск того, что статьи отчетности будут искажены из-за характеристик этих статей, например, того факта, что они содержат оценочные значения. Аудиторы должны использовать свое профессиональное суждение и все имеющиеся знания для оценки неотъемлемого риска. Если таких знаний нет, то неотъемлемый риск высок. Неотъемлемый риск зависит от характера организации, от в отрасли, в которой она находится, а также от характера стратегий, которые она принимает. 

### Риск средств контроля
Риск средств контроля - риск того, что искажения, допущенные при подсчете сальдо и класса операций, являясь существенными по отдельности или в совокупности с другими искажениями, не были предотвращены или своевременно обнаружены и исправлены с помощью системы внутреннего контроля организации.

### Риск необнаружения
Риск необнаружения — показатель эффективности и качества работы аудитора. Он зависит от профессионализма аудиторской организации в планировании и организации аудита, определении выборки, применении аудиторских процедур, квалификации аудиторов. 
Риск необнаружения - это риск того, что процедуры, выполняемые аудитором для снижения риска аудита до приемлемо низкого уровня, не обнаружат существующие искажения, которые могут быть существенными, по отдельности или в сочетании с другими искажениями. 
Риск необнаружения является компонентом аудиторского риска, который контролирует аудитор. Если такой риск слишком высок, аудиторы могут выполнять больше работы, чтобы уменьшить этот компонент аудиторского риска и, следовательно, в целом весь аудиторский риск.
Одним из способов снижения риска необнаружения является увеличение размеров выборки.
Однако увеличение размера выборки и проведение дополнительной работы - не единственный способ управления рисками необнаружения. Это связано с тем, что риск необнаружения зависит от выбранной процедуры аудита и ее применения аудитором.
Хотя увеличение размера выборки или выполнение большего объема работы может помочь снизить риск необнаружения, следующие действия также могут повысить эффективность и применение процедур и, следовательно, помочь снизить риск необнаружения:  
- адекватное планирование аудита;
- назначение более опытного персонала для проведения аудита;
- применение профессионального скептицизма;
- усиленный контроль и обзор выполненных аудиторских процедур.

Все вышеизложенное снижает вероятность того, что аудитор может выбрать неадекватную процедуру аудита, неправильно применить соответствующую процедуру аудита или неверно интерпретировать результаты аудита.
Уровень риска необнаружения напрямую связан с аудиторскими процедурами проверки, и он может включать в себя такие составляющие:
- риск аналитических процедур — вероятность того, что аналитические процедуры не позволят выявить существенных ошибок.

Риск аналитических процедур может быть обусловлен следующими причинами:
- использованием при расчетах недостоверной информации и неправильных коэффициентов;
- сравнением несопоставимых данных за различные периоды;
- неправильным применением аналитических процедур.

- риск детальных тестов — вероятность того, что тестирование не сможет выявить существенные ошибки.
- риск выборки — вероятность того, что из-за применения выборочного метода проверки вместо сплошного, ошибок в определении объема выборки и её формировании, установления неверного размера допустимой ошибки, включения в выборку нерепрезентативных элементов может привести к необнаружению значительных ошибок в отчётности[5][6].